# Mizuki Hamada
Mizuki Hamada (japanisch 濱田 水輝 Hamada Mizuki; * 18. Mai 1990 in New Jersey) ist ein japanischer Fußballspieler.

## Karriere
Hamada erlernte das Fußballspielen in der Jugendmannschaft von Urawa Reds. Seinen ersten Vertrag unterschrieb er 2009 bei Urawa Reds. Der Verein spielte in der höchsten Liga des Landes, der J1 League. 2011 erreichte er das Finale des J.League Cup. Für den Verein absolvierte er 22 Erstligaspiele. 2013 wurde er an den Ligakonkurrenten Albirex Niigata ausgeliehen. Für den Verein absolvierte er sechs Erstligaspiele. 2014 kehrte er zu Urawa Reds zurück. 2014 wurde er mit dem Verein Vizemeister der J1 League. Für den Verein absolvierte er fünf Erstligaspiele. 2015 wechselte er zum Zweitligisten Avispa Fukuoka. Am Ende der Saison 2015 stieg der Verein in die J1 League auf. Am Ende der Saison 2016 stieg der Verein wieder in die J2 League ab. Für den Verein absolvierte er 49 Erstligaspiele. 2018 wechselte er zum Ligakonkurrenten Fagiano Okayama. Für den Verein aus Okayama bestritt er 123 Zweitligaspiele. Nach sechs Spielzeiten wechselte er im Januar 2024 zum Drittligisten Ōmiya Ardija. Am Ende der Saison 2024 feierte er mit dem Verein die Drittligameisterschaft und den Aufstieg in die zweite Liga.

## Erfolge
Urawa Reds
- Japanischer Vizemeister: 2014
- Japanischer Ligapokalfinalist: 2011

Ōmiya Ardija
- Japanischer Drittligameister: 2024